# سرطان أنبوبي
السرطان الأنبوبي هو نوع فرعي من سرطان القنوات الغازية في الثدي. وفي حالات نادرة، قد تنشأ السرطانات الأنبوبية في البنكرياس أو الكلى. تبدأ معظم حالات السرطان الأنبوبي في قناة الحليب في الثدي وتنتشر إلى الأنسجة السليمة المحيطة به.

## علم الأمراض
على الرغم من أن السرطان الأنبوبي يعد ورمًا من نوع خاص، كان الاتجاه الحديث هو تصنيفه على أنه سرطان فصي طفيف الاجتياح منخفض الدرجة وغزوي نظرًا لوجود طيف مستمر من السرطان الأنبوبي النقي إلى سرطان NOS المختلط مع خصائص السرطان الأنبوبي، اعتمادًا على النسبة المئوية للآفة التي تظهر خصائص أنبوبية.

## علم الانسجة
عادة ما يكون حجم السرطان الأنبوبي حوالي 1 سم. أو أصغر، ويتكون من الأنابيب. وهي عادة ما يكون منخفضة الدرجة. وقد لوحظ أن التنسج المرن شائع ولكنه غير موجود في جميع الحالات.

## الانتشار
كان معدل الانتشار في السابق مثيرًا للجدل، إذ أفادت تقارير متناقضة من الدراسات إما انتشارًا منخفضًا للغاية، أو انتشارًا مرتفعًا. ومع تزايد توافر التصوير الشعاعي للثدي، تشخص السرطانات الأنبوبية في وقت مبكر، وتشير الدراسات الحديثة إلى أن السرطانات الأنبوبية تمثل ما بين 8٪ و 27٪ من جميع سرطانات الثدي.

## الإنذار
السرطان الأنبوبي هو أحد أنواع سرطان الثدي النسيجية مع نتائج أكثر إيجابية.